# Jacques-Juste Barbet de Jouy
Pour les articles homonymes, voir Famille Barbet de Jouy, Barbet et Jouy.
Jacques-Juste Barbet de Jouy, né le 13 décembre 1787 à Rouen et mort le 18 avril 1864 à Paris 7e, est un industriel et diplomate français.
Directeur de la manufacture Oberkampf de toile de Jouy, il a donné son nom à une rue de Paris.

## Biographie
L’aîné des trois fils de Jacques Barbet, fondateur d’une manufacture d’indienne à Déville issu d’une famille protestante du pays de Caux, Jacques-Juste Barbet de Jouy, s’est associé à la mort de son père à ses frères, Henry Barbet, pair de France et maire de Rouen et Auguste Barbet, économiste, pour reprendre l’exploitation paternelle de Déville
Pour alimenter de tissus sa propre usine d’impression de Jouy, Barbet père avait mis des fonds dans la manufacture Oberkampf de filature et de tissage de coton, que le fils de Christophe-Philippe Oberkampf voulait reconstituer après sa dévastation par les Alliés en 1815 et la mort d’Oberkampf, le 4 octobre de la même année. Cet industriel bavarois, qui avait monté à Aarau, en Suisse, une fabrique de toiles de coton imprimées dans le gout indien, avait réussi à obtenir une ordonnance lui permettant de monter une indiennerie en France, où les édits défendaient la fabrication des indiennes de coton, afin de protéger la production locale de chanvre, de lin, de laine et de soie.
En 1820, sa commandite ayant rapidement atteint un chiffre élevé, Barbet rachète la totalité de l’usine à Émile Oberkampf, plus intéressé par la politique que par l’industrie. En 1821, il quitte l’association formée avec ses deux frères, pour placer des fonds dans l’indiennerie Oberkampf. Dès 1836, il a réalisé des économies de main-d’œuvre en automatisant le travail grâce à deux ouvriers d’imprimer sur plusieurs machines la même quantité d’étoffes que deux cents ouvriers travaillant à la main. Il a notamment monté une machine imprimant quatre couleurs à la fois unique en France. La manufacture fabriquait elle-même tous les produits chimiques et les couleurs nécessaires au blanchiment et à l’impression des tissus ; un moulin à eau et une féculerie broyaient les couleurs et fabriquent les farines, fécules et amidons nécessaires aux apprêts. Le détournement de la Bièvre permettait en outre le blanchiment à façon de toutes sortes de tissus écrus pour le commerce.
L’usine était évaluée à 1 600 000 francs dans le capital de la société par actions, et le fonds de roulement à 600 000 francs. L’évaluation de l’usine comprenait un terrain de quarante arpents, dont neuf couverts de bâtiments, les machines, le matériel. Barbet de Jouy conservait une partie des actions, et réservait pour lui et ses enfants la gestion de l’entreprise, ainsi que la direction de la fabrication et de la vente : il s’obligeait à rester lui-même gérant pendant cinq années au moins, mais la conjoncture n’est plus favorable aux indiennes. La nouvelle société ne fut pas longtemps prospère et la manufacture fait faillite en 1846. Vendue aux enchères 250 000 francs seulement, l’usine a été démolie quelque temps après.
Barbet, qui obtiendra en 1859, du Gouvernement Impérial, l’autorisation de joindre à son nom celui de Jouy, sous lequel il signait déjà depuis longtemps, a été maire de Jouy-en-Josas de 1823 à 1848. Il sera consul de France à l’île Maurice, puis à Brême.
Le 7 mai 1836, il achète aux héritiers d’Armand Séguin l’ancien hôtel de Clermont, puis d’Orsay,, dans le 7e arrondissement de Paris, avec le soutien de la comtesse Duchâtel et de la famille Costa de Beauregard, et fait percer, le long du jardin, une rue qu’il fait lotir et dont il a fait don à la Ville de Paris, et qui prendra tout naturellement le nom de rue Barbet-de-Jouy.
Il avait épousé, en 1809, la fille de Claude Arnaud-Tizon, négociant à Rouen et président du comité des finances, Victoire Claudine Arnaud-Tizon. De ce mariage sont nés trois enfants : Marie qui a épousé le comte de Guenifey, Juste, mort en 1872, laissant un fils unique, Henry Barbet de Jouy, notamment connu pour avoir sauvé le Louvre des flammes, lors de la Semaine sanglante.

## Distinctions
- Chevalier de la Légion d'honneur (16 juin 1856)[6]